# Антимонов, Леонид Сергеевич
Леони́д Серге́евич Антимо́нов (бел. Анцімо́наў Леанід Сяргеевіч; 16 декабря 1934 — 16 февраля 2012, Витебск) — художник-график, педагог, основоположник Витебской школы монотипии.

## Биография
Родился 16 декабря 1934 года в деревне Кулеши (теперь Сенненский район Витебской области). В 1950 году окончил Островенскую школу, поступил в Рижское художественно-ремесленное училище, и после его окончания в 1952 году был зачислен на 3 курс училища прикладного искусства в городе Рига. На 5 курсе впервые участвовал в выставке работ студентов.
Отслужив в рядах Советской армии, с 1957 года работал преподавателем живописи и рисунка в техническом училище Витебска.
В 1963 году окончил художественно-графический факультет Витебского Государственного Педагогического института.
С 1964 года там же преподавал живопись, рисунок, композицию, а также участвует в различных выставках.
С 1966 года начал изучение графических техник: офорт, литография, ксилография.
В 1970 году прошёл стажировку на факультете графики в Академии Художеств Латвийской ССР в Риге. Работал под руководством художников-графиков Латвии Упитиса и Апиниса.
С 1975 года участвовал в международных выставках экслибриса в Польше, Чехословакии, Венгрии, Италии, Бельгии, Англии, Австрии и Германии.
В 1981 году открыта первая персональная выставка в городе Шяуляй Литовской ССР.
В 1984 году награждён знаком «Выдатнік народнай асветы».
В 1985—1986 годах стажировался у профессора В. П. Шаранговича на кафедре графики в БГТХИ.
С 1987 года — член Союза художников СССР.
С 1991 по 1993 годы — профессор высшей педагогической школы в городе Зелёна-Гура в Польше.

## Исследования
Леонид Антимонов создал собственные способы гравюры на картоне, фанере и оргалите, коллажный способ гравюры на картоне и флоротипию.
Выполнял сложные технические приёмы, искал химические свойства красок, и их взаимодействия в различных соединениях, использовал различные материалы, для получения большей эмоциональности и художественной выразительности в своих произведения.
Художником изучены и разработаны различные способы акватипии, способы монотипии акварельными, масляными и офсетно-типографскими красками, граттажа, гравюры на фанере.
Экспериментально-исследовательская работа обобщена Антимоновым в методических пособиях для студентов по монотипии, гравюре на картоне, флоротипии.

## Работы
- «Окно» (1974),
- триптих «Земля, Луна, Солнце» (1986),
- «Жертвоприношение» (1991),
- циклы работ «Воспоминания о войне» (1976), «Лица и маски» (1979), «Люди и птицы» (1991)

и другие.